# Hợp tác giữa Trung Quốc với các quốc gia Trung và Đông Âu
Hợp tác giữa Trung Quốc và các nước Trung và Đông Âu (Trung Quốc-CEE, Trung Quốc-CEEC, cũng là 17 + 1, trước đây là 16 + 1 ) là một sáng kiến của Bộ Ngoại giao Trung Quốc  nhằm thúc đẩy quan hệ kinh doanh và đầu tư giữa Trung Quốc và 17 quốc gia CEE (CEEC) - Albania, Bosnia và Herzegovina, Bulgaria, Croatia, Cộng hòa Séc, Estonia, Hy Lạp, Hungary, Latvia, Litva, Bắc Macedonia, Montenegro, Ba Lan, Romania, Serbia, Slovakia và Slovenia. Tuy nhiên, trái ngược với tuyên bố hợp tác 'win-win' lặp đi lặp lại, một số người tin rằng Trung Quốc đang theo đuổi một chiến lược quyết đoán ' chia rẽ và chinh phục ' được thiết kế để mang lại lợi ích cho Trung Quốc với cái giá mà châu Âu phải trả.

## Tổ chức và hoạt động
Ban thư ký Trung Quốc-CEE là ở Bắc Kinh, với 17 "điều phối viên quốc gia" ở mỗi quốc gia đối tác CEE. Tổng thư ký hiện thời là phó ngoại trưởng Trung Quốc Wang Chao.
Cuộc họp 17 + 1 hàng năm; các hội nghị thượng đỉnh đã được tổ chức tại Dubrovnik (2019), Sofia (2018), Budapest (2017), Riga (2016), Tô Châu (2015), Belgrade (2014), Bucharest (2013) và Warsaw (2012).
Được thành lập vào năm 2012 tại Budapest để thúc đẩy sự hợp tác của "17 + 1" (17 quốc gia CEE và Trung Quốc) và thúc đẩy Sáng kiến Vành đai và Con đường của Trung Quốc - để "cung cấp các cơ hội đầy hứa hẹn cho cả Trung Quốc và châu Âu... trên các lĩnh vực cơ sở hạ tầng, giao thông vận tải và hậu cần, thương mại và đầu tư (trong các dự án cơ sở hạ tầng được thực hiện bởi các công ty Trung Quốc, được tài trợ bởi các khoản vay của Trung Quốc ) , trao đổi địa phương và năng lượng, trong số những thứ khác ".
Điều này bao gồm (kể từ năm 2017) dự án Đường cao tốc E763 của Serbia, tuyến đường sắt Budapest-Belgrade và tuyến đường cấp tốc đường bô-biển-Trung Quốc-châu Âu. Tại Croatia, một hợp đồng xây dựng giai đoạn đầu tiên của cây cầu Peljesac và các con đường tiếp cận của nó, được ký bởi một tập đoàn Trung Quốc do Tập đoàn Cầu đường Trung Quốc (CRBC) lãnh đạo. Tại Ba Lan, các công ty Trung Quốc đã mua lại bộ phận máy móc kỹ thuật dân dụng Huta Stalowa Wola và KFLT Bearings Ba Lan. Theo thống kê của Hải quan Trung Quốc, khối lượng thương mại của Trung Quốc với CEEC đạt tổng cộng 67,98 tỷ USD trong năm 2017, tăng 15,9% so với năm 2016. Theo Bộ Thương mại Trung Quốc, năm 2016 thương mại Trung Quốc-CEE đã tăng lên 58,7 tỷ đô la (từ 43,9 tỷ đô la năm 2010), trong khi đầu tư vào các nước CEE đã tích lũy tới hơn 8 tỷ đô la, bao gồm các ngành công nghiệp như máy móc, hóa chất, viễn thông và Năng lượng mới.
Những mục tiêu này được hỗ trợ bởi "mối quan hệ ngày càng tăng trong các lĩnh vực văn hóa, giáo dục và du lịch... trao đổi văn hóa, các viện nghiên cứu và NGO." 
Từ năm 2012 đến 2017, sáu tuyến bay trực tiếp mới giữa Trung Quốc và CEEC đã được mở, số lượng khách du lịch Trung Quốc đến CEEC tăng từ 280.000 lên 930.000 và số lượng sinh viên trao đổi cũng tăng gấp đôi. Một Trung tâm Điều phối Hợp tác Văn hóa Trung Quốc-CEEC đã được khai trương tại Bắc Macedonia. Tại Trung Quốc, trung tâm đào tạo Trung Quốc-CEEC dành cho các nghệ sĩ trẻ và Trung tâm hợp tác và trao đổi văn hóa và công nghệ sáng tạo Trung Quốc-CEEC đã được khai trương tại thành phố phía tây nam Thành Đô.